# Kenny MacAskill
Kenny MacAskill (Edimburg, 28 d'abril del 1958) és un polític escocès del Partit Nacional Escocès (SNP). Va ser membre del parlament escocès des del 1999 al 2016 i secretari de justícia del 2007 al 2014. MacAskill hi representava la regió Lothians del 1999 al 2007, la regió Edinburgh Est i Musselburgh del 2007 al 2011 i Edinburgh Est del 2011 al 2016. MacAskill va estudiar a Linlithgow Academy i després dret a la Universitat d'Edimburg. Va treballar com a advocat i el 1999 fou escollit membre del parlament escocès.